# Rally Islas Canarias de 2018
El Rally Islas Canarias de 2018 fue la edición 42º, la tercera ronda de la temporada 2018 del Campeonato de España de Rally y la segunda de la temporada 2018 del Campeonato de Europa de Rally. Se celebró del 3 al 5 de mayo y contó con un itinerario de catorce tramos que sumaban un total de 202,72 km cronometrados. Fue también la segunda ronda de los campeonatos ERC 2, ERC 3, ERC Ladies, ERC Junior U27 y ERC Junior U28.
Noventa y cuatro pilotos se inscribieron en la prueba, 90 en la categoría del Campeonato de Europa (lista FIA) y 34 en el campeonato de España y Canario (RFEdA y FCA). Destacan la pareja rusa formado por Alexey Lukyanuk y Alexey Arnautov ganadores de la edición anterior y líderes del campeonato de Europa; Luis Monzón - José Carlos Déniz y Miguel Fuster - Ignacio Aviñó, los tres equipos con la misma montura: Ford Fiesta R5. También destacan el portugués Bruno Magalhaes con el Škoda Fabia R5 y los tres Hyundai i20 R5 de los españoles Iván Ares, Surhayen Pernía y José Antonio Suárez. Nueve pilotos se inscribieron en el certamen ERC Junior U28; once en la Junior U27 y seis en la BK R2.
El ruso Alexey Lukyanuk, ganador de la edición anterior, se adjudicó la victoria después de liderar casi toda la prueba y marca diez scratch en los catorce tramos disputados con su Ford Fiesta R5. Segundo fue el también ruso Nikolay Gryazin (Škoda Fabia R5) que solo pudo marcar el mejor tiempos en las especiales siete y diez y finalizó a casi un minuto de su compatriota. La tercera posición del podio estuvo más reñida. El alemán Fabian Kreim vio amenazada la tercera plaza por el español José Antonio Suárez que pudo darle caza pero tuvo que defenderse de los ataques del francés Laurent Pellier que fue quinto a solo segundo y medio de Suárez. En el campeonato de España José Antonio Suárez (Hyundai i20 R5) se proclamó ganador por delante del portugués Bruno Magalhaes y de Iván Ares, estos dos apenas separados por tres segundos que mantuvieron una dura pelea junto a Miguel Ángel Fuster. Ares sufrió en los primeros compases por una mala elección de neumáticos pero luego consiguió remontar, mientras que Fuster tuvo que conformarse con la cuarta plaza aunque le valía para mantenerse líder del certamen nacional. En el campeonato canario se impuso Enrique Cruz, con Surhayen Pernía y Antonio Ponce segundos y tercero respectivamente.
Entre los abandonos destacaron el francés Pierre-Louis Loubet, que se encontraba entre los cinco primeros de la clasificación cuando se vio obligado a retirarse por problemas de fiabilidad en su Hyundai i20 R5 durante un enlace. El andorrano Joan Vinyes sufrió una salida de pista con su Suzuki Swift R+ y Luis Monzón abandonó por problemas en el diferencial trasero de su Ford Fiesta R5. Por su parte el español Efrén Llarena sufrió un duro accidente en el décimo tramo mientras peleaba por la victoria con el portugués Diogo Gago en la ERC Junior U27, piloto que finalmente obtendría el triunfo en dicha categoría.

## Itinerario
| Día   | Tramo        | Nombre                       | Distancia | Hora            | Ganador         | Tiempo  | Líder           |
| Día 1 |              |                              |           |                 |                 |         |                 |
| ----- | ------------ | ---------------------------- | --------- | --------------- | --------------- | ------- | --------------- |
| Día 1 | TC1          | Valsequillo 1                | 10.96 km  | 10:08           | Alexey Lukyanuk | 6:44.8  | Alexey Lukyanuk |
| Día 1 | TC2          | San Mateo 1                  | 15.04 km  | 10:31           | Enrique Cruz    | 10:02.3 | Enrique Cruz    |
| Día 1 | TC3          | Artenara 1                   | 23.05 km  | 11:34           | Alexey Lukyanuk | 14:04.9 | Alexey Lukyanuk |
| Día 1 | TC4          | Valsequillo 2                | 10.96 km  | 14:57           | Alexey Lukyanuk | 6:38.5  | Alexey Lukyanuk |
| Día 1 | TC5          | San Mateo 2                  | 15.04 km  | 15:20           | Alexey Lukyanuk | 9:46.7  | Alexey Lukyanuk |
| Día 1 | TC6          | Artenara 2                   | 23.05 km  | 16:23           | Alexey Lukyanuk | 14:01.5 | Alexey Lukyanuk |
| Día 1 | TC7          | Las Palmas de Gran Canaria 1 | 1.44 km   | 18:45           | Nikolay Gryazin | 1:10.6  | Alexey Lukyanuk |
| Día 1 | TC8          | Las Palmas de Gran Canaria 2 | 1.44 km   | 19:05           | Orhan Avcioglu  | 1:09.9  | Alexey Lukyanuk |
| Día 2 |              |                              |           |                 |                 |         | Alexey Lukyanuk |
| TC9   | Arucas 1     | 11.58 km                     | 09:42     | Alexey Lukyanuk | 6:28.1          |         | Alexey Lukyanuk |
| TC10  | Moya 1       | 15.08 km                     | 10:13     | Nikolay Gryazin | 9:25.4          |         | Alexey Lukyanuk |
| TC11  | Gáldar 1     | 24.21 km                     | 11:28     | Alexey Lukyanuk | 15:31.7         |         | Alexey Lukyanuk |
| TC12  | Arucas 2     | 11.58 km                     | 14:15     | Alexey Lukyanuk | 6:26.6          |         | Alexey Lukyanuk |
| TC13  | Moya 2 (TC+) | 15.08 km                     | 14:46     | Alexey Lukyanuk | 9:21.2          |         | Alexey Lukyanuk |
| TC14  | Gáldar 2     | 24.21 km                     | 16:01     | Alexey Lukyanuk | 15:24.3         |         | Alexey Lukyanuk |

## Clasificación final
| Pos.                 | Piloto               | Copiloto               | Automóvil              | Tiempo    | Diferencia |         |
| General              | General              | General                | General                | General   | General    | General |
| -------------------- | -------------------- | ---------------------- | ---------------------- | --------- | ---------- | ------- |
| 1                    | Aleksiej Łukjaniuk   | Aleksiej Arnautov      | Ford Fiesta R5         | 2:06:23.6 | -          |         |
| 2                    | Nikolay Gryazin      | Yaroslav Fedorov       | Škoda Fabia R5         | 2:07:15.0 | +51.4      |         |
| 3                    | Fabian Kreim         | Frank Christian        | Škoda Fabia R5         | 2:07:53.1 | +1:29.5    |         |
| 4                    | José Antonio Suárez  | Cándido Carrera        | Hyundai i20 R5         | 2:08:12.0 | +1:48.4    |         |
| 5.                   | Laurent Pellier      | Geoffrey Combe         | Peugeot 208 T16        | 2:08:13.5 | +1:49.9    |         |
| 6.                   | Grzegorz Grzyb       | Jakub Wróbel           | Škoda Fabia R5         | 2:08:28.1 | +2:04.5    |         |
| 7.                   | Bruno Magalhães      | Hugo Magalhães         | Škoda Fabia R5         | 2:08:44.7 | +2:21.1    |         |
| 8.                   | Iván Ares            | José Antonio Pintor    | Hyundai i20 R5         | 2:08:46.7 | +2:23.1    |         |
| 9.                   | Miguel Ángel Fuster  | Ignacio Aviñó          | Ford Fiesta R5         | 2:08:47.9 | +2:24.3    |         |
| 10.                  | Eyvind Brynildsen    | Torstein Eriksen       | Ford Fiesta R5         | 2:08:49.5 | +2:25.9    |         |
| Campeonato de España |                      |                        |                        |           |            |         |
| 1. (4.)              | José Antonio Suárez  | Cándido Carrera        | Hyundai i20 R5         | 2:08:12.0 | 0.0        |         |
| 2. (7.)              | Bruno Magalhães      | Hugo Magalhães         | Škoda Fabia R5         | 2:08:44.7 | +32.7      |         |
| 3. (8.)              | Iván Ares            | José Antonio Pintor    | Hyundai i20 R5         | 2:08:46.7 | +34.7      |         |
| 4. (9.)              | Miguel Ángel Fuster  | Ignacio Aviñó          | Ford Fiesta R5         | 2:08:47.9 | +35.9      |         |
| 5. (11.)             | Enrique Cruz         | Yeray Mújica           | Porsche 997 GT3 RS 3.8 | 2:09:29.0 | +1:17.0    |         |
| 6. (14.)             | Surhayen Pernía      | Rogelio Peñate         | Hyundai i20 R5         | 2:10:26.5 | +2:14.5    |         |
| 7. (16.)             | Antonio Ponce        | Rubén González         | Hyundai i20 R5         | 2:10:49.3 | +2:37.3    |         |
| 8. (19.)             | Jesús Falcón Julián  | Daniel Rosario         | Porsche 997 GT3 RS 3.6 | 2:12:58.3 | +4:46.3    |         |
| 9. (21.)             | Javier Pardo Siota   | Adrián Pérez Fernández | Suzuki Swift Sport R+  | 2:16:56.3 | +8:44.3    |         |
| 10. (23.)            | Adrián García Febles | Marcos A. Guerra       | Peugeot 208 T16        | 2:17:12.5 | +9:00.5    |         |